# Parg
Parg es una localidad de Croacia situada en el municipio de Čabar, en el condado de Primorje-Gorski Kotar. Según el censo de 2021, tiene una población de 76 habitantes.

## Demografía
| Gráfica de población de Parg 1880-2021                             |
|                                                                    |
| Según los censos de población de la Oficina de Estadísticas Croata |